# Miroslav Kopřiva
Miroslav Kopřiva (ur. 5 grudnia 1983 w Kladnie) – czeski hokeista, reprezentant Czech.

## Kariera
- HC Kladno U18 (1999-2000)
- HC Kladno U18 (2000-2003)
  -  HC Příbram (2001-2002)
- HC Kladno (2003-2005)
  -  HC Berounští Medvědi (2003-2005)
- Houston Aeros (2005-2007)
- Austin Ice Bats (2005-2006, 2007)
- Texas Wildcatters (2006-2007)
- HC Kladno (2007-2010)
- Slavia Praga (2010-2013)
- Slovan Bratysława (2013-2014)
- Piráti Chomutov (2014-2016)
- HC Pardubice (2016)
- HC Košice (2016-2017)
- Rytíři Kladno (2017-2018)
- Coventry Blaze (2018)
- Cracovia (2019-2020)
- HC Letňany (2021-)

Wychowanek klubu HC Kladno w rodzinnym mieście. Występował w zespołach juniorskich klubu, a następnie do 2005 w drużynie seniorskiej grając w czeskiej ekstralidze. W tym okresie w drafcie NHL z 2003 został wybrany przez Minnesota Wild. Od 2005 do 2007 przez ponad dwa sezony przebywał w Ameryce Północnej, gdzie był zawodnikiem drużyn z rozgrywek AHL, CHL, ECHL. W tym okresie bywał w składzie meczowym Minnesota Wild, jednak nie wystąpił w meczu NHL. W 2007 powrócił do Europy i był ponownie zawodnikiem HK Kladno, potem Slavii Praga i innych czeskich klubów. Reprezentował także barwy słowackiego zespołu Slovana Bratysława, występującego w rosyjskich rozgrywkach KHL w edycji KHL (2013/2014). Od września do listopada 2018 oraz od grudnia 2018 do stycznia 2019 był zawodnikiem angielskiej drużyny Coventry Blaze w brytyjskich rozgrywkach EIHL. Pod koniec stycznia 2019 został zawodnikiem Cracovii w Polskiej Hokej Lidze. Po sezonie 2019/2020 odszedł z Cracovii. Od maja 2021 zawodnik HC Letňany.
W barwach juniorskich kadr Czech uczestniczył w turniejach mistrzostw świata juniorów do lat 18 edycji 2001. Grał także w kadrach juniorskich do lat 19 i do lat 20. Od sezonu 2007/2008 do sezonu 2010/2011 bywał reprezentantem seniorskiej kadry kraju.

## Sukcesy
Reprezentacyjne
- Brązowy medal mistrzostw świata juniorów do lat 18: 2006
- Brązowy medal mistrzostw świata: 2011, 2012

Klubowe
- Złoty medal mistrzostw Czech do lat 20: 2003, 2004 z HC Kladno
- Brązowy mistrzostw Czech: 2013 ze Slavią Praga
- Złoty medal 1. ligi czeskiej: 2014 z KLH Chomutov
- Awans do czeskiej ekstraligi: 2014 z KLH Chomutov
- Srebrny medal mistrzostw Polski: 2019 z Cracovią

Indywidualne
- Ekstraliga czeska w hokeju na lodzie (2010/2011):
  - Pierwsze miejsce w klasyfikacji liczby wygranych meczów wśród bramkarzy w sezonie zasadniczym: 29
  - Najlepszy zawodnik sezonu
- Ekstraliga czeska w hokeju na lodzie (2012/2013):
  - Pierwsze miejsce w klasyfikacji skuteczności interwencji w sezonie zasadniczym: 96,5%
  - Pierwsze miejsce w klasyfikacji średniej goli straconych na mecz w sezonie zasadniczym: 2,00
  - Pierwsze miejsce w klasyfikacji średniej goli straconych na mecz w fazie play-off: 2,00
- 1. liga czeska w hokeju na lodzie (2014/2015):
  - Pierwsze miejsce w klasyfikacji liczby wygranych meczów wśród bramkarzy w sezonie zasadniczym: 25
- Medal Za Zasługi I stopnia (2023)[8]